# Boophis ankaratra
Boophis ankaratra és una espècie de granota de la família dels mantèl·lids endèmica de Madagascar. El seu hàbitat natural inclou climes tropicals o subtropicals secs, rius, terres de pastures, jardins rurals i zones prèviament boscoses, ara molt degradades. Està amenaçada d'extinció per la pèrdua del seu hàbitat natural.